# Gyrtothripa
Gyrtothripa is een geslacht van vlinders van de familie visstaartjes (Nolidae), uit de onderfamilie Chloephorinae.

## Soorten
- G. pusilla Moore, 1888
- G. semiplumbea Warren, 1914
- G. simplex Hulstaert, 1924